# Strączno (gromada)
Strączno – dawna gromada, czyli najmniejsza jednostka podziału terytorialnego Polskiej Rzeczypospolitej Ludowej w latach 1954–1972.
Gromady, z gromadzkimi radami narodowymi (GRN) jako organami władzy najniższego stopnia na wsi, funkcjonowały od reformy reorganizującej administrację wiejską przeprowadzonej jesienią 1954 do momentu ich zniesienia z dniem 1 stycznia 1973, tym samym wypierając organizację gminną w latach 1954–1972.
Gromadę Strączno z siedzibą GRN w Strącznie utworzono – jako jedną z 8759 gromad na obszarze Polski – w powiecie wałeckim w woj. koszalińskim na mocy uchwały nr 43/54 WRN w Koszalinie z dnia 5 października 1954. W skład jednostki weszły obszary dotychczasowych gromad Prusniowo Wałeckie i Ługi Wałeckie ze zniesionej gminy Mielęcin, obszary dotychczasowych gromad Nakielno i Rutwica (bez miejscowości Mączno) ze zniesionej gminy Lubiesz oraz obszar dotychczasowej gromady Strączno ze zniesionej gminy Kłębowiec w tymże powiecie. Dla gromady ustalono 13 członków gromadzkiej rady narodowej.
31 grudnia 1968 z gromady Strączno wyłączono: a) wsie Prusinowo i Prusinówko, włączając je do gromady Mielęcin; b) wieś Rutwicę, włączając ją do gromady Lubiesz; c) wsie Brzezinki i Ługi Wałeckie, włączając je do gromady Różewo – w tymże powiecie, po czym gromadę Strączno zniesiono, a jej (pozostały) obszar włączono do gromady Wałcz tamże.